# Очкина, Прасковья Павловна
Прасковья Павловна Очкина (1841—1891) — российская актриса

 московских частных сцен и писательница.

## Биография
Прасковья Очкина родилась в 1841 году.
Была классной дамой (надзирательницей, следившая за ученицами в женских средних учебных заведениях) в Московском театральном училище.
Играла характерные роли пожилых женщин и драматических старух (хотя ей не было и пятидесяти) и одновременно помещала рассказы, повести и стихотворения в периодических печатных изданиях города Москвы.
Прасковья Павловна Очкина скончалась в 1891 году.